# ۳٬۲-بوتان‌دیول
۲،۳-بوتان‌دیول (به انگلیسی: 2,3-Butanediol) با فرمول شیمیایی C۴H۱۰O۲ یک ترکیب شیمیایی با شناسه پاب‌کم ۲۶۲ است. که جرم مولی آن ۹۰٫۱۲۱ g/mol می‌باشد. 